# Cantonul Saint-André-3
Cantonul Saint-André-3 este un canton din arondismentul Saint-Benoît, Réunion, Franța.